# Bangangulu
Les Ngangulu (dit de manière redondante Bangangulu par endroit car Ba est la marque du pluriel en lingala)  sont une population bantoue d'Afrique présent au centre de la République du Congo, dans la région des Plateaux notamment dans le district de Gamboma. Leur nombre dans cette localité est estimé à plus de 40 000 personnes réparties aussi dans les environs. On peut trouver dans certains ouvrages qu'ils font partie du royaume Teke (peuple), mais la plupart des Ngangulu ne reconnaissent que le roi de Mbaya comme leur unique souverain.

## Ethnonymie
D'après plusieurs sources on remarque les variantes suivantes : Ngangulu, Bangóngólo, Mongóngólo.

## Langue
Ils parlent la langue bantoue appelée le ngangulu. Comme la plupart des Congolais, les Ngangulu sont scolarisés en français, langue dans laquelle ils travaillent s'ils arrivent à se hisser dans les administrations ou le haut commerce. Selon le recensement de 2007, les Ngangulu représentent un pourcentage important des habitants de la ville de Gamboma et ceux de la capitale Brazzaville au nord,.  

## Culture
Les Ngangulu sont connus à travers le pays par leur façon de s'habiller.
Depuis longtemps, ils possèdent divers mythes et croyances, des tabous et totems, etc. Un certain nombre de ces mythes tournent autour d'un rapport mystique à la nature, notamment avec l'eau et ses éléments, qui pourraient voler des êtres chers. Par exemple, un mythe ngangulu veut que toute femme qui mange un poisson localement connu sous le nom de nzombo s'amaigrisse puis meure. Plus actuelle, il existe une coutume autour d'un rituel de scarification nommée Kamon. Un maitre féticheur effectue une entaille sur votre bras (au niveau du coude, paume vers le ciel) censée représenter un animal totem de sorte que dans une situation ou votre vie serait en grand danger, vos Kamons " se réveillent " afin que vous soyez soudain capable de déplacer des montagnes. Pour le dire simplement, vous manifestez les aptitudes physiques de votre animal totem, par exemple vous devenez aussi fort qu'un lion. 
Les Ngangulu sont spécialisés dans la production de l'igname qu'ils produisent en grande quantité qui est selon les statistiques le meilleur igname du Congo. La canne à sucre y ait également très appréciée par les citoyens. Il est commun qu'une grand-mère en partage avec ses petits-enfants autour d'une conversation car ceux-ci en raffolent malgré les contraintes[Lesquelles ?] liées à sa consommation. C'est de l'ordre du rituel. 
Les Ngangulu témoignent d'une culture patriarcale construite autour du mythe de l'effort. Les parents Ngangulu content souvent à leurs enfants de sexe masculin l'histoire de cette homme qui, partant de rien, a réussi à s'élever parmi ses semblables même si la plupart des Ngangulu vivent en dessous du seuil de pauvreté. On est là dans une situation semblable à celle décrite par Arthur Miller dans Mort d'un commis voyageur. À ce sujet, parmi les nombreux stéréotypes rattachés au Ngangulu, circule l'idée que ce sont des individus par nature orgueilleux et ambitieux, on les connait pour leur avidité à débattre et le fait qu'il soient souvent rancuniers. 
La polygamie certes moins fréquente avec le temps, est pratiquée à Gomboma. 

## Intégration dans la société congolaise
De nombreuses personnalités congolaises descendent de ce peuple, parmi lesquelles André Obami Itou, ancien président du sénat de la République du Congo, son fils André fils Obami Itou, Directeur adjoint de la police congolaise, et Brice Voltaire Etou-Obami, Prix du mérite panafricain 2022-2023. 

## Religion
La plupart des Ngangulu sont de confessions chrétiennes. Toutefois, il n'est pas rare de rencontrer des adeptes kimbanguistes dans ce peuple, et un peu plus rare mais possible de croiser des individus athées.